# 学籍
学籍（がくせき）とは、その学校の児童・生徒・学生であることを示す籍のことである。
学籍の概念は、教育施設等において用いられており、特に学校（幼稚園や大学などを含む）においては、必ず用いられている。
学校の幼児・児童・生徒・学生の「学籍に関する記録」は、法令に基づいて「指導要録」と呼ばれる表簿によって、必ず管理される。「指導要録」には、施設等で学んでいる最中は、休学中の期間も含めて、何か状況に変化がある度に記録が追加される。卒業・退学・転学などがあった際は、その時の状況を記して、原則として以後の記録の追加は行われなくなる。指導要録における「学籍に関する記録」については、その保存期間が20年間とされ、その期間内でしか卒業証明書の発行を行わない学校も存在している。
学籍を整理するため、各学生等には固有の番号・符号が割り当てられる。これは「学籍番号」「学籍ID」などと呼ばれ、学習の状況や健康の状況など、様々な事項を管理する際にしばしば用いられる。
履歴書や職務経歴書などにおいては、学生等や従業員として籍を有した期間を参考にして、学歴や職歴といった経歴を記すことが多い。